# Березложи
Березложи, Березлоджь (рум. Berezlogi) — село в Оргеевском районе Молдавии. Является административным центром коммуны Березложи, включающей также село Гиждияны.

## История
Первое документальное свидетельство о селе Березлоджь относится к 1436 году.
По данным Бессарабской переписи населения 1817 года:
- Село Березложи относится к Луговому округу Оргеевского уезда. Две части вотчины принадлежат надворному советнику Иордакию Мило, а третья часть — резешская.
- Состояние села разряда В (посредственное). Земли пахотной и сенокоса вдоволь, выгона мало. Есть одна мельница в сельской балке и больше ничего.
- Статистика духовного сословия: 2 священника, 2 пономаря, 1 церковный староста.
- Статистика высшего сословия: 5 постельников-мазылов.
- Статистика низшего сословия: хозяйства царан — 62.

Всего: 72 мужских хозяйства.
В 1875 году в селе насчитывалась 76 дворов и 363 жителя. Церковь с храмом Святого архангела Михаила была построена в 1896 году.
В 1918 году в селе открылась семилетняя школа.

## География
Село расположено на высоте 139 метров над уровнем моря.

## Население
По данным переписи населения 2004 года, в селе Березлоджь проживает 1517 человек (742 мужчины, 775 женщин).
Этнический состав села:
| Национальность | Число жителей | Процентный состав |
| -------------- | ------------- | ----------------- |
| молдаване      | 1505          | 99,21             |
| украинцы       | 5             | 0,33              |
| румыны         | 4             | 0,26              |
| русские        | 1             | 0,07              |
| прочие         | 2             | 0,13              |
| Всего          | 1517          | 100 %             |

## Известные уроженцы
- Чебан, Тамара Савельевна (1914—1990) — молдавская советская певица, народная артистка СССР (1960).